# Busenaz Sürmeneli
Busenaz Sürmeneli, född 26 maj 1998 i  Bursa, är en turkisk boxare.

## Karriär
Vid OS 2020 tog Sürmeneli guld i weltervikt. År 2019 och 2022 tog hon VM-guld i weltervikt.